# امانوئل ایسوزه انگنده
امانوئل ایسوزه انگنده (انگلیسی: Emmanuel Issoze-Ngondet; زاده ۲ آوریل ۱۹۶۱ – درگذشته ۱۱ ژوئن ۲۰۲۰) سیاست‌مدار اهل گابن بود. وی در سال‌های ۲۰۱۶ تا ۲۰۱۹ به عنوان نخست‌وزیر گابن فعالیت کرد.